# Dasiops perpropinquus
Dasiops perpropinquus är en tvåvingeart som beskrevs av Morge 1959. Dasiops perpropinquus ingår i släktet Dasiops och familjen stjärtflugor. Inga underarter finns listade i Catalogue of Life.